# Raïon de Kourilsk
Le raïon de Kourilsk (russe : Кури́льский райо́н) est l'une des dix-sept subdivisions administratives (raïons) de l'oblast de Sakhaline, à l'est de la Russie. En tant que division municipale, il est intégré à l'okroug urbain de Kourilsk. Il est situé à l'est de l'oblast, il comprend une partie des îles Kouriles, situées en mer d'Okhotsk. Sa superficie est de 5 145,9 km2. Son centre administratif est la ville de Kourilsk. La population du raïon (en excluant le centre administratif) était de 7 359 (2010); 7 108 (2002) 10 498 (1989).